# Hjerteknuseren
Hjerteknuseren er en dansk stumfilm fra 1918, der er instrueret af Robert Dinesen efter manuskript af Rudolf Schwarzkopf og Richard Wurmfeld.

## Handling
Denne artikel mangler et handlingsreferat. Hjælp os med at skrive det.

## Medvirkende
- Lauritz Olsen - Kalle Kallemand, grosserer
- Carl Schenstrøm - Theobald Smit, Kalles halvfætter
- Astrid Krygell - Euphrosyne Bims
- Ingeborg Spangsfeldt - Else, Euphrosynes niece
- Svend Melsing - Egon Vang, forfatter